# Newchurch in Pendle
Newchurch in Pendle – wieś w Anglii, w hrabstwie Lancashire, w dystrykcie Pendle, w civil parish Goldshaw Booth. Leży 43 km na północ od miasta Manchester i 298 km na północny zachód od Londynu.